# Saint-Germain-l'Aiguiller
Saint-Germain-l'Aiguiller è un comune francese soppresso e frazione del dipartimento della Vandea nella regione dei Paesi della Loira. Dal 1º gennaio 2016 si è fuso con il comune di Mouilleron-en-Pareds per formare il nuovo comune di Mouilleron-Saint-Germain.

## Società

### Evoluzione demografica
Abitanti censiti